# Heartbeat
«Heartbeat» — другий сингл п'ятого студійного альбому американської кантрі-співачки Керрі Андервуд — «Storyteller». В США пісня вийшла 30 листопада 2015. Пісня написана Керрі Андервуд, Заком Кроувеллом та Ешлі Горлі; зпродюсована Заком Кроувеллом. Прем'єра музичного відео відбулася 2 грудня 2015.

## Список композицій
Цифрове завантаження
1. "Heartbeat" – 3:29

## Музичне відео
Прем'єра музичного відео відбулася 2 грудня 2015. Відеокліп зрежисовано Ранді Сент. Ніколасом, з яким Андервуд раніше працювала над музичними відео для пісень «Blown Away» та «Smoke Break». Станом на травень 2018 музичне відео мало 18 мільйонів переглядів на відеохостингу YouTube.

## Чарти
Тижневі чарти
| Чарт (2015-16)                     | Місце |
| ---------------------------------- | ----- |
| Canadian Hot 100                   | 60    |
| Canada Country (Billboard)         | 1     |
| Scotland (Official Charts Company) | 80    |
| U.S. Billboard Hot 100             | 42    |
| U.S. Billboard Hot Country Songs   | 2     |
| U.S. Billboard Country Airplay     | 1     |

Річні чарти
| Чарт (2016)                      | Місце |
| -------------------------------- | ----- |
| U.S. Billboard Hot Country Songs | 29    |
| U.S. Billboard Country Airplay   | 35    |

## Продажі
29 квітня 2016 сингл отримав золоту сертифікацію від RIAA в США. Станом на травень 2016 по США було продано 348,000 копій синглу.

### Сертифікації
| Країна     | Сертифікація (таблиця продажів та сертифікатів) | Продажі  |
| ---------- | ----------------------------------------------- | -------- |
| США (RIAA) | Золото                                          | +500,000 |

## Нагороди та номінації

### BMI Awards
| Рік  | Номіновано  | Нагорода                  | Результат |
| ---- | ----------- | ------------------------- | --------- |
| 2016 | "Heartbeat" | Songwriting award         | Перемога  |
| 2017 | "Heartbeat" | “Million-Air” certificate | Перемога  |

## Історія релізів
| Країна/Регіон | Дата              | Формат(и)            | Лейбл               | Виноски |
| ------------- | ----------------- | -------------------- | ------------------- | ------- |
| Світ          | 9 жовтня 2015     | Цифрове завантаження | Arista Nashville 19 | [ 4 ]   |
| США           | 30 листопада 2015 | Кантрі радіо         | Arista Nashville 19 | [ 5 ]   |